# M/S Fröja
M/S Fröja trafikerar Isöleden i Storsjön, Jämtland tillsammans med M/S Hymer. 
M/S Fröja levererades 1969 från Waplans Mekaniska Verkstad AB, Nälden och byggdes om 2003.

## Fartygsfakta
Mått
- Längd öa (meter): 63
- Klafflängd (meter): 7,4
- Bredd (meter): 13,7
- Djupgående (meter): 2
- Fart (knop): 9

Last
- Passagerare: 148
- Personbilar: 42
- Lastförmåga (ton): 150
- Bärighet: BK 2